# Coenosia plumiseta
Coenosia plumiseta är en tvåvingeart som beskrevs av Stein 1911. Coenosia plumiseta ingår i släktet Coenosia och familjen husflugor. Inga underarter finns listade i Catalogue of Life.